# 522 هـ
522 هـ هي سنة في التقويم الهجري امتدت مقابلةً في التقويم الميلادي بين سنتي 1128 و1128.

## مواليد
- روزبهان البقلي الشيرازي

## وفيات
- الأسمندي
- قطب الدين محمد